# 比肯巴赫
比肯巴赫是德国黑森州的一个市镇。总面积9.26平方公里，总人口5553人，其中男性2734人，女性2819人（2011年12月31日），人口密度600人/平方公里。